# Syringa oblata subsp. dilatata
Syringa oblata subsp. dilatata — підвид виду (Syringa oblata) роду бузок (Syringa), родини маслинових (Oleaceae).

## Ботанічний опис
Syringa oblata subsp. dilatata — це кущ або невелике дерево 1-3 метри заввишки або 5 метрів у висоту і в ширину. Листя рослини овальне або овально-округлої форми, широке, розмір листка від 3–10 см до 8 см завдовжки і 2,5–8 см завширшки.
Листки бронзового кольору, коли молоді; стають глянцевими зеленого кольору, а згодом фіолетовими або «винного кольору» восени. Волоті бічні, розлогі, розміром 5-10 або 12 см x 8 см. Віночок варіює за кольором від бузкового до червоно-бузкового або фіолетово-бузкового, рідше білого. Пелюстки довгасто-еліптичні, розміром 5-8 (зрідка 10) мм. Тичинки в середині трубки віночка. Ароматні квіти розпускаються у середині весни, цвітіння триває у травні–червні.
Плід — коробочка 7-12 (рідко 15) мм. Плоди достигають у вересні.

## Поширення
Гравійні гори[уточнити] висотою 100—700 метрів
Китай: провінції Цзілінь і Ляонін.
Корея: повсюди.

## Галерея

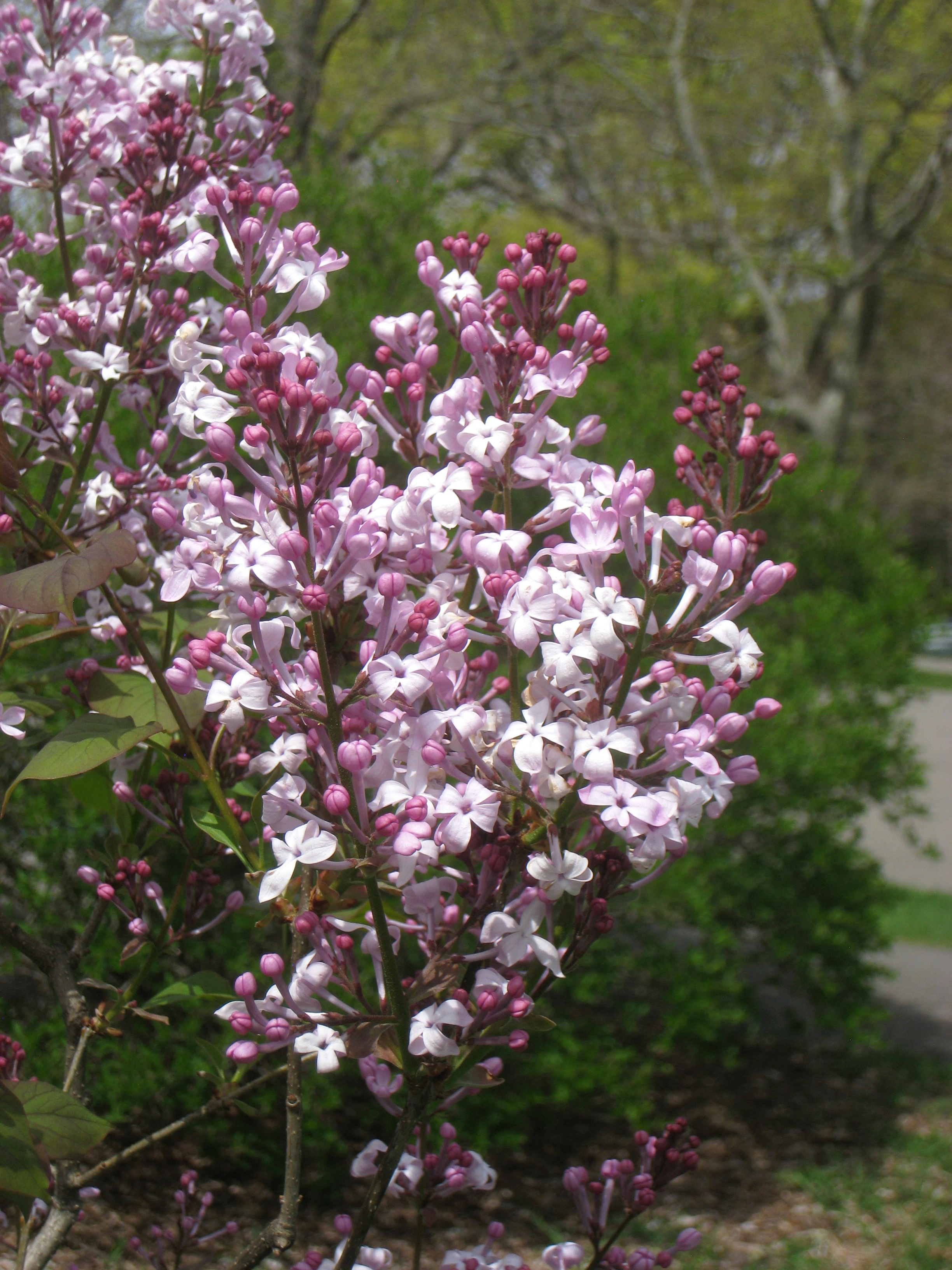
Квіти бузку Syringa oblata subsp. dilatata
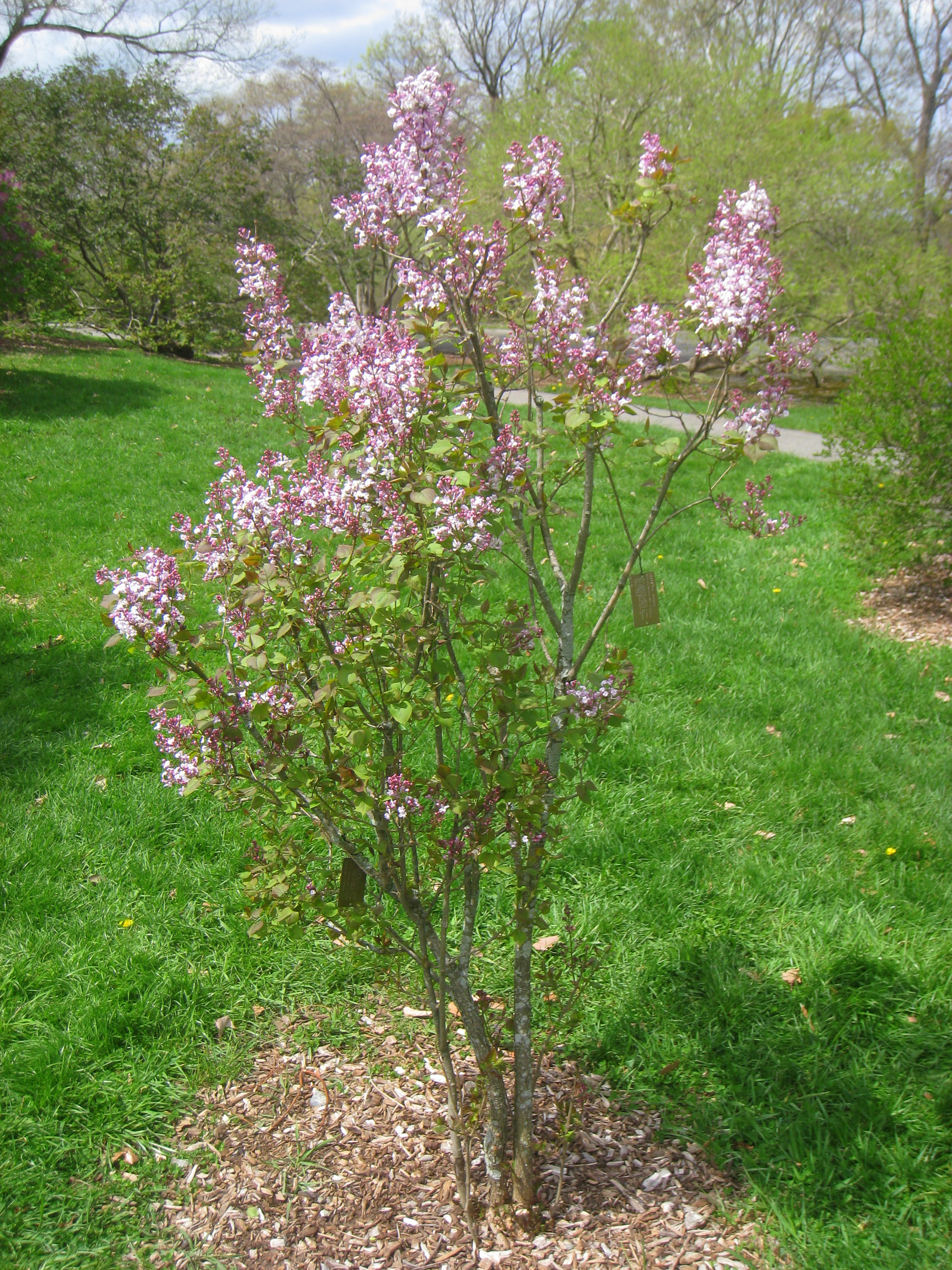
Молодий кущ бузку Syringa oblata subsp. dilatata
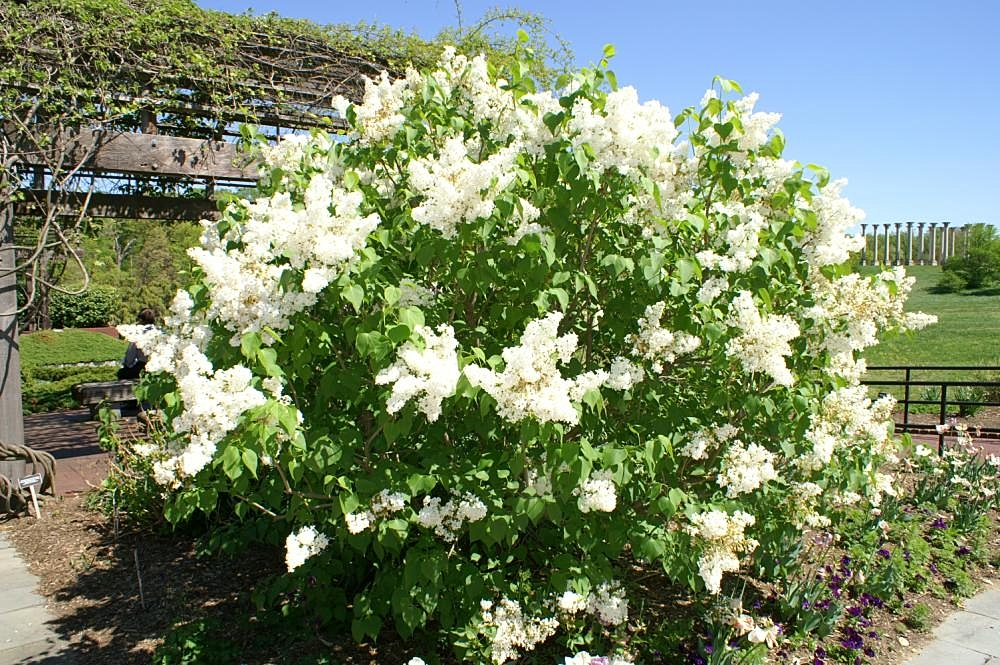
Кущ Syringa oblata subsp. dilatata сорту «Betsy Ross»
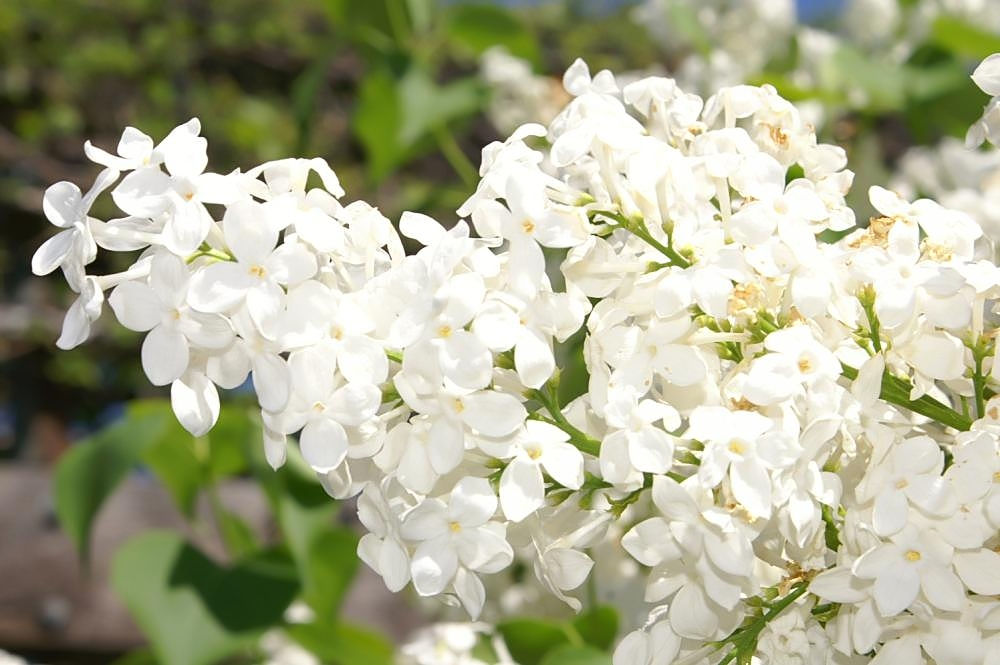
Квіти Syringa oblata subsp. dilatata сорту «Betsy Ross»